# Samuel Bailey

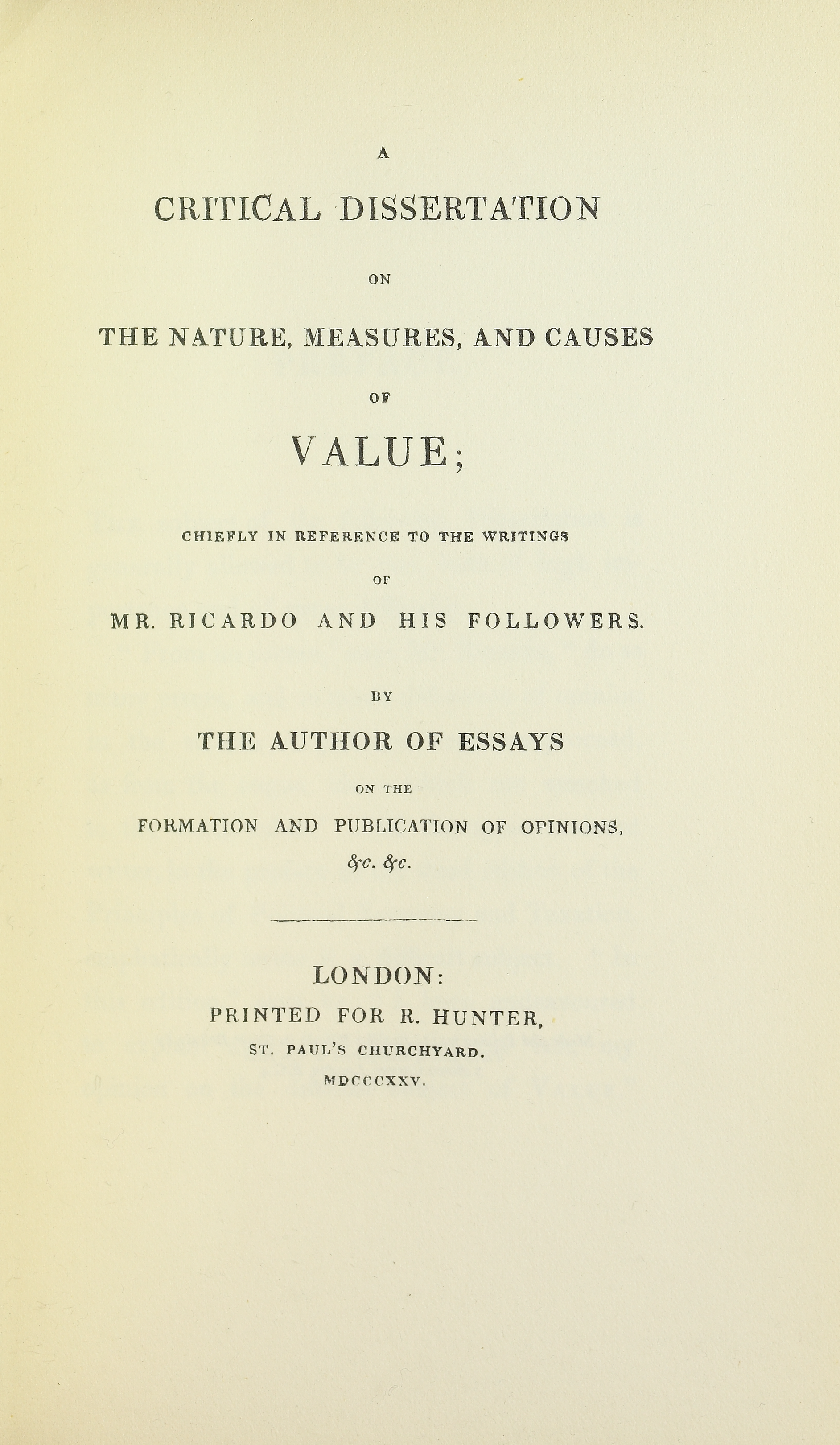
Critical dissertation on the nature, measures, and causes of value, 1931

Samuel Bailey (Sheffield, 5 luglio 1791 – 18 gennaio 1870) è stato un economista e filosofo britannico.

## Biografia
È noto per la sua teoria che i valori sono rapporti sociali; utilitarista, si oppose a David Ricardo.

## Opere
- (EN) Critical dissertation on the nature, measures, and causes of value, Series of reprints of scarce tracts in economic and political science 7, London, London school of economics and political science, 1931.